# زينات بيطار
زينات سليمان بيطار (1956 -)، باحثة وأستاذة تاريخ الفنون والآثار في الجامعة اللبنانية، لها عدد من المؤلفات والأبحاث.

## ولادتها ودراستها
ولدت في بلدة النبطية إحدى مدن جبل عامل (جنوب لبنان - قضاء النبطية) وذلك في العام 1956 ميلادي. 

تابعت دراستها وحازت على دكتوراة دولة في تاريخ الفنون العالمية. 

## عملها ونشاطاتها
تعمل أستاذة في تاريخ الفنون، في الجامعة البنانية الفرع الأول في بيروت، وكما عملت على توثيق ودراسة العديد من الأعمال الفنية في عدد من كبيرات المتاحف في العالم أمثال: متحف الأرميتاج بطرسبرج، متحف اللوفر، متحف بوشكين للفنون العالمية في موسكو. 

من أعضاء تجمع الباحثات اللبنانيات وشاركت في العديد من المؤتمرات وكتبت أبحاثا نشرتها مراكز ثقافية أمثال: «اللجنة الوطنية للأونسكو»، «المجلس الوطني للثقافة والفنون والتراث – قطر»، «مكتبة الأسد- دمشق» و «جمعية المؤرخين اللبنانيين» 

## مؤلفاتها
لها عدد من الإصدارات والمؤلفات منها:
1. الاستشراق في الفن الرومانسي الفرنسي (صدر ضمن سلسلة عالم المعرفة الكويت العدد 157)[3]
2. بودلير ناقداً فنياً.
3. دراسات في تاريخ الفن.
4. غواية الصورة: تحولات القيم والأساليب والروح.
5. فن العمارة والزخرفة في إمارة الغرب وبيروت.
6. شعراء العصر الفضي في روسيا (ترجمة)